# Ленин, Николай Всеволодович
Николай Всеволодович Ленин (12 декабря 1861 — ?) — русский военный деятель, генерал-майор.

## Биография
Происходил из дворянского рода Лениных. Отец — Всеволод Егорович Ленин (1831-?) служил заседателем Пошехонского уездного суда в чине губернского секретаря, а по состоянию на 1869 год был секретарем уездного полицейского управления.
Н. В. Ленин образование получил в Нижегородской гр. Аракчеева военной гимназии. В службу вступил 11.08.1879. Окончил 1-е военное Павловское училище (1881). Выпущен прапорщиком (08.08.1881) в 34-ю артиллерийскую бригаду (Уральская область). Позже служил в 35-й артиллерийской бригаде.
Подпоручик (ст. 08.08.1881). Поручик (08.08.1885). Окончил Николаевскую академию генштаба (1888; по 2-му разряду).
Старший адъютант штаба войск Уральской области (25.12.1888—31.08.1891). Капитан (21.04.1891).
Старший адъютант штаба 1-й Кавказской казачьей дивизии (31.08.1891—28.09.1894). Цензовое командование ротой отбывал в 77-м пехотном Тенгинском полку (07.11.1893—30.11.1894).
Штаб-офицер для поручений при штабе Кавказского ВО (28.09.1894—09.10.1896). Подполковник (02.04.1895).
Начальник штаба Михайловской крепости (ныне г. Хашури, Грузия) и начальник Батумского военного госпиталя (09.10.1896—17.11.1901). Полковник (18.04.1899; за отличие). Цензовое командование батальоном отбывал в 258-м пехотном резервном Сухумском полку (22.04—01.09.1900).
Инспектор классов Тифлисского пехотного юнкерского училища (17.11.1901—20.11.1909).
Инспектор классов Владимирско-Киевского кадетского корпуса (с 20.11.1909). Генерал-майор (06.12.1909; за отличие).

## Брак и дети
Состоял в браке с Марией Николаевной Пиотровской.

## Награды
- орден Св. Станислава 3-й степени (1891)
- орден Св. Анны 3-й степени (1895)
- орден Св. Станислава 2-й степени (1899)
- орден Св. Анны 2-й степени (1904)
- орден Св. Владимира 4-й степени (1906)
- орден Св. Владимира 3-й степени (06.12.1912)
- орден Св. Станислава 1-й степени (22.03.1915)